# Conrad Ricamora
Conrad Wayne Ricamora (Santa Maria, 17 febbraio 1979) è un attore e cantante statunitense.

## Carriera
È noto soprattutto come interprete di musical nell'Off Broadway e a Broadway: Here Lies Love con Ruthie Ann Miles nel 2013 (per cui viene candidato al Theatre World Award e al Lucille Lortel Award al miglior attore non protagonista in un musical). Nel 2015 debutta a Broadway con il musical The King and I con Kelli O'Hara, Ken Watanabe e Ruthie Ann Miles. Dal 2016 entra nel cast regolare (dopo essere stato personaggio ricorrente) nella serie TV Le regole del delitto perfetto. Nel 2025 viene candidato a un Tony Award per Oh, Mary! a Broadway.

## Vita privata
Dichiaratamente gay, ha origini filippine ed è sposato con Peter Wesley Jensen dal 2023.

## Filmografia

### Cinema
- Nightmare at the Fear Factory, regia di David Rotan (2005)
- Ricky Bobby - La storia di un uomo che sapeva contare fino a uno (Talladega Nights: The Ballad of Ricky Bobby), regia di Adam McKay (2006)
- Fire Island, regia di Andrew Ahn (2022)

### Televisione
- Le regole del delitto perfetto (How To Get Away With Murder) – serie TV, 82 episodi (2014-2020)
- The Resident – serie TV, 11 episodi (2021-2023)

## Teatro
- Riccardo III di William Shakespeare. Adams Shakespearean Theatre di Cedar City (2011)
- Sogno di una notte di mezza estate di William Shakespeare. Adams Shakespearean Theatre di Cedar City (2011)
- Romeo e Giulietta di William Shakespeare. Adams Shakespearean Theatre di Cedar City (2011)
- Allegiance, libretto di Marc Acito, colonna sonora di Jay Kuo. Old Globe di San Diego (2012)
- Here Lies Love, colonna sonora di David Byrne e Fatboy Slim. Williamstown Theatre Festival di Williamstown (2013)
- Here Lies Love, colonna sonora di David Byrne e Fatboy Slim. Public Theater dell'Off-Broadway (2014)
- The King and I, libretto di Oscar Hammerstein II, colonna sonora di Richard Rodgers. Vivian Beaumont Theatre di Broadway (2015)
- Here Lies Love, colonna sonora di David Byrne e Fatboy Slim. Wright Theatre di Seattle (2017)
- Soft Power, libretto di David Henry Hwang, colonna sonora di Jeanine Tesori. Ahmanson Theatre di Los Angeles, Curran Theatre di San Francisco (2018)
- Soft Power, libretto di David Henry Hwang, colonna sonora di Jeanine Tesori. Public Theater dell'Off-Broadway (2019)
- La piccola bottega degli orrori, libretto di Howard Ashman, colonna sonora di Alan Menken. Westside Theatre dell'Off-Broadway (2022)
- Here Lies Love, colonna sonora di David Byrne e Fatboy Slim. Broadway Theatre di Broadway (2023)
- Oh, Mary! di Cole Escola. Lyceum Theatre di Broadway (2025)

## Doppiatori italiani
Nelle versioni in italiano delle opere in cui ha recitato, Conrad Ricamora è stato doppiato da:
- Leonardo Graziano ne Le regole del delitto perfetto, The Resident
- Gianfranco Miranda in Fire Island
- Emanuele Ruzza in Dying for Sex